# Palatul Medicilor Veterinari
Palatul Medicilor Veterinari este un edificiu din București, sector 5, situat în apropierea Parcului Cișmigiu, construit întru stil Art Deco între 1929-1932, după planurile arhitectului Constantin Iotzu.